# Demostración interactiva de teoremas
La demostración interactiva de teoremas es un campo de la ciencia computacional y la lógica matemática relativo a las herramientas para desarrollar pruebas formales para la colaboración hombre-máquina. Esto involucra una especie de asistente de pruebas: un editor interactivo de pruebas, u otra interfaz, con la cual un hombre pueda guiar la búsqueda de pruebas, los detalles que están almacenadas en ellas, y algunos de los pasos ofrecidos por, un ordenador.
Ejemplos:
- Demostradores de teoremas HOL (por ejemplo, Isabelle)
- Prototipo de sistema de verificación (PVS)
- Coq
- PhoX
- MINLOG